# Mathias Honsak
Mathias Honsak (Vienna, 20 dicembre 1996) è un calciatore austriaco, centrocampista dell'Heidenheim.

## Carriera

### Club
Honsak ha iniziato la sua carriera calcistica nel Floridsdorfer AC. Da lì si è trasferito nel 2007 nel settore giovanile del FK Austria Vienna, poi a Stadlau, dove è stato utilizzato in prima squadra.
Nel 2014 si trasferisce a Salisburgo al FC Liefering, la seconda squadra del FC Red Bull Salzburg.
Nel gennaio 2016 è stato fino alla fine della stagione in prestito al SV Ried.
Il 5 luglio 2019 si trasferisce al Darmstadt.
Il 6 maggio 2024 viene acquistato dall'Heidenheim.

### Nazionale
Mathias Honsak è stato nella rosa della nazionale austriaca Under-19, nella quale ha fatto il suo debutto il 5 settembre 2014 nell'amichevole contro la Svizzera.
Ha partecipato agli Europei Under-21 del 2019.
Il 10 giugno 2025 fa il suo esordio in nazionale, disputando da titolare la gara vinta per 0-4 in trasferta contro San Marino.

## Statistiche

### Cronologia presenze e reti in nazionale
| Cronologia completa delle presenze e delle reti in nazionale ― Austria | Cronologia completa delle presenze e delle reti in nazionale ― Austria | Cronologia completa delle presenze e delle reti in nazionale ― Austria | Cronologia completa delle presenze e delle reti in nazionale ― Austria | Cronologia completa delle presenze e delle reti in nazionale ― Austria | Cronologia completa delle presenze e delle reti in nazionale ― Austria | Cronologia completa delle presenze e delle reti in nazionale ― Austria | Cronologia completa delle presenze e delle reti in nazionale ― Austria |
| Data                                                                   | Città                                                                  | In casa                                                                | Risultato                                                              | Ospiti                                                                 | Competizione                                                           | Reti                                                                   | Note                                                                   |
| ---------------------------------------------------------------------- | ---------------------------------------------------------------------- | ---------------------------------------------------------------------- | ---------------------------------------------------------------------- | ---------------------------------------------------------------------- | ---------------------------------------------------------------------- | ---------------------------------------------------------------------- | ---------------------------------------------------------------------- |
| 10-6-2025                                                              | Serravalle                                                             | San Marino                                                             | 0 – 4                                                                  | Austria                                                                | Qual. Mondiali 2026                                                    | -                                                                      |                                                                        |
| Totale                                                                 |                                                                        | Presenze                                                               | 1                                                                      |                                                                        | Reti                                                                   | 0                                                                      |                                                                        |